# Germaniškis
Germaniškis è un insediamento del distretto di Biržai della contea di Panevėžys, nel nord-est della Lituania al confine con la Lettonia, la quale è possibile raggiungere attraverso un ponte sul Nemunėlis, il fiume che scorre a destra del centro abitato. Secondo un censimento del 2011, la popolazione ammonta a 313 abitanti.

## Storia

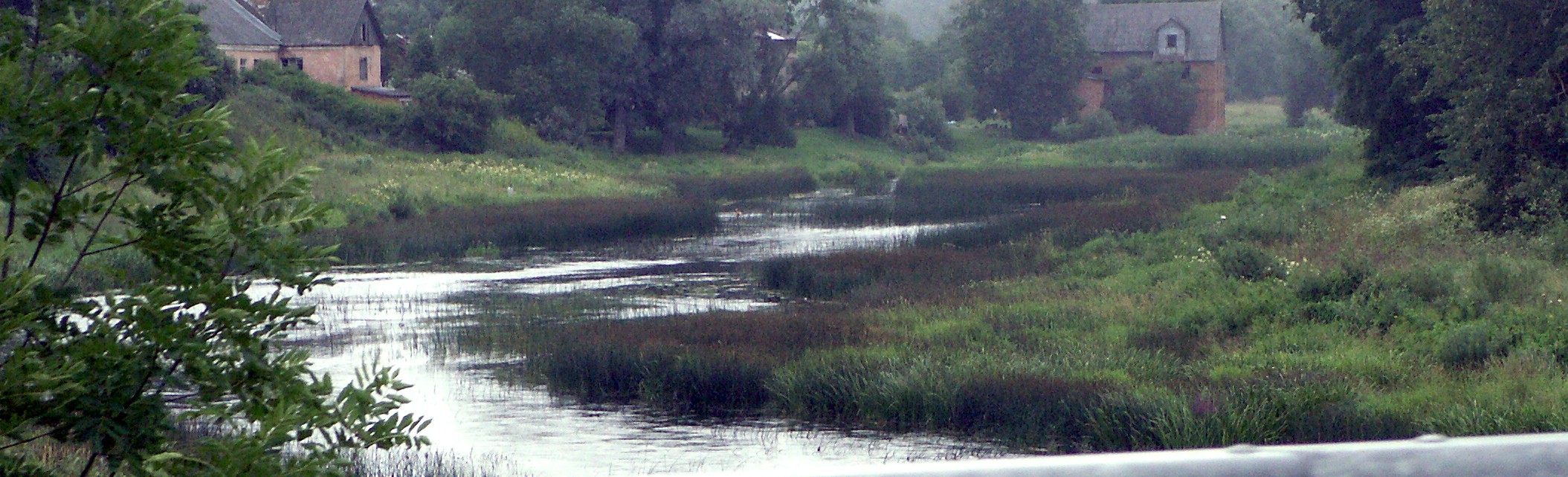
Il fiume Nemunėlis presso Germaniškis. Il centro abitato lettone che sta dall’altra parte del corso d’acqua è
Skaistkalne

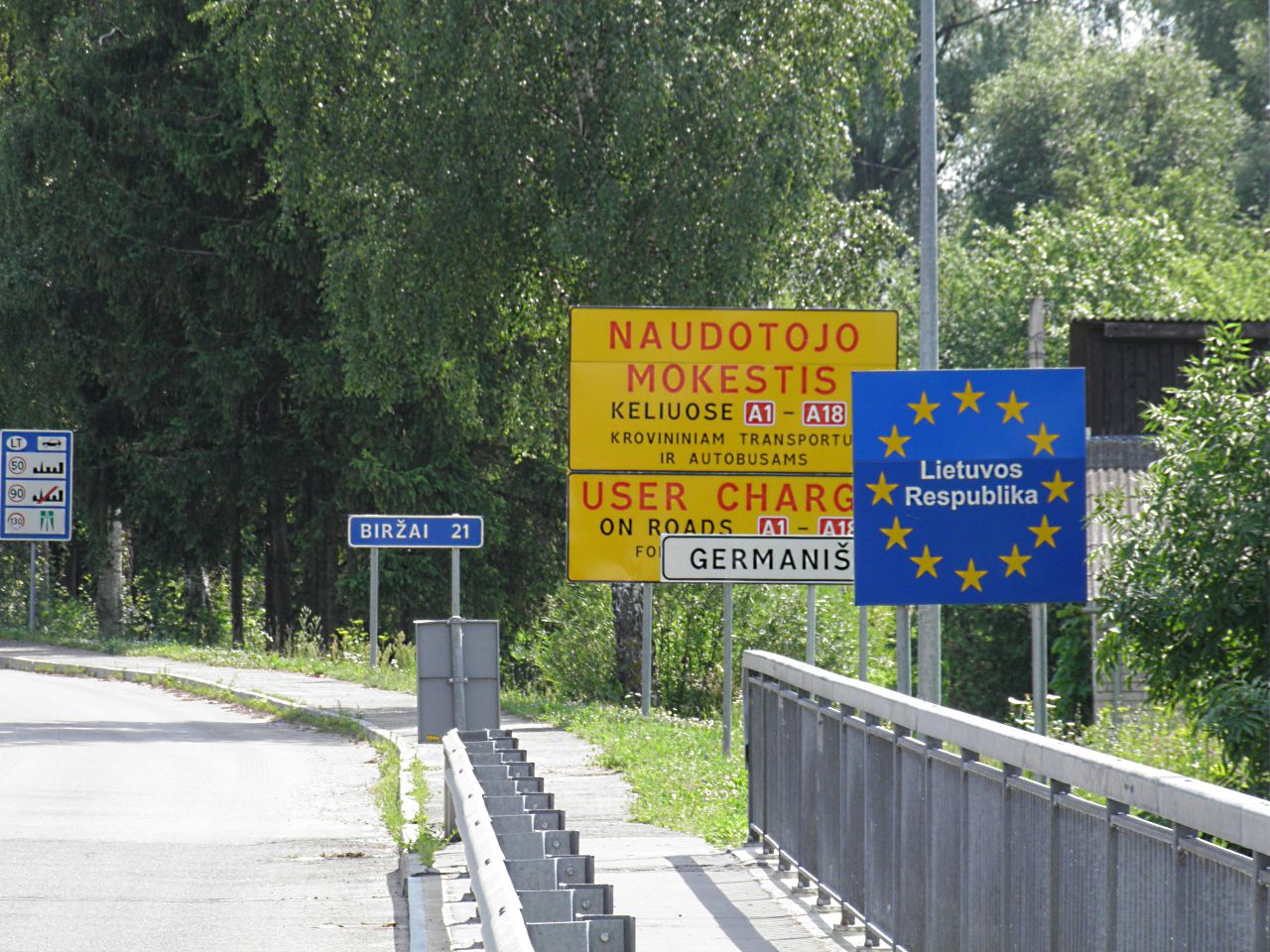
Ingresso in Lituania e informazioni relative alle intersezioni con la A1 e la 18

Germaniškis è menzionata in fonti storiche per la prima volta nel 1604. Dal 1956 all’inizio degli anni Novanta, è stata sede di fattorie collettive.  Il 22 maggio 1991, il valico di frontiera fu attaccato dall’OMON sovietico.
Fino al 21 dicembre 2007 la posta doganale è stata ancora operativa. Nel 1992, fu costruita una scuola elementare. Recentemente è stata costruita anche una biblioteca e un punto di pronto soccorso.